# 1964年のスポーツ
1964年のスポーツ（1964ねんのスポーツ）では、1964年（昭和39年）のスポーツ関連の出来事についてまとめる。

## できごと
- 1月29日～2月9日 - 第9回インスブルックオリンピック開催
- 2月1日 - 大相撲の栃ノ海晃嘉、横綱免許
- 2月20日 - 世界スピードスケート選手権、軽井沢で開幕
- 2月22日 - 大相撲に、ハワイ出身のジェシー・クハウルア（後の高見山）がアメリカ人初の力士として入門
- 2月25日 - ボクシングのカシアス・クレイがソニー・リストンに勝ち、世界ヘビー級チャンピオンになった[1]。
- 3月20日～22日 - 第1回日本ラグビーフットボール選手権大会開催
- 5月17日 - 慶應義塾大学の渡辺泰輔、東京六大学野球で初の完全試合
- 6月27日 - 国体夏季大会、新潟地震のため中止
- 8月20日 - 国立代々木競技場が完成
- 8月31日 - 野球の村上雅則[2]、日本人初の大リーガーに
- 9月3日 - 日生球場の近鉄×南海戦で１回裏南海・スタンカが近鉄・チャックに投げたビーンボールを巡って大乱闘、両者退場となる日本プロ野球史上初の不祥事に
- 9月23日 - 読売ジャイアンツの王貞治が、1シーズン55本塁打の日本記録を達成した。
- 9月26日 - 大相撲の部屋別総当り制、1965年初場所から実施決定
- 10月3日 - 日本武道館開館
- 10月10日～24日 - アジア初のオリンピック、東京オリンピック開催
- 11月2日 - 第1回日本労働者スポーツ祭典、国立霞ヶ丘競技場陸上競技場などで開催
- 11月8日～14日 - アジア初のパラリンピック（国際身体障害者スポーツ大会）開催
- 11月15日 - シンザンが菊花賞を制し戦後初の三冠馬になった[3]。

## 総合競技大会
- 第9回インスブルックオリンピック（1月29日～2月9日） - 日本の獲得メダル：なし

| 第9回インスブルックオリンピック        | 第9回インスブルックオリンピック | 第9回インスブルックオリンピック | 第9回インスブルックオリンピック | 第9回インスブルックオリンピック | 第9回インスブルックオリンピック |
| 順位                                   | 国・地域名                      | 金                              | 銀                              | 銅                              | 計                              |
| -------------------------------------- | ------------------------------- | ------------------------------- | ------------------------------- | ------------------------------- | ------------------------------- |
| 1                                      | ソビエト連邦                    | 11                              | 8                               | 6                               | 25                              |
| 2                                      | オーストリア                    | 4                               | 5                               | 3                               | 12                              |
| 3                                      | ノルウェー                      | 3                               | 6                               | 6                               | 15                              |
| 4                                      | フィンランド                    | 3                               | 4                               | 3                               | 10                              |
| 5                                      | フランス                        | 3                               | 4                               | 0                               | 7                               |
| 6                                      | ドイツ                          | 3                               | 3                               | 3                               | 9                               |
| 7                                      | スウェーデン                    | 3                               | 3                               | 1                               | 7                               |
| 8                                      | アメリカ                        | 1                               | 2                               | 3                               | 6                               |
| 9                                      | オランダ                        | 1                               | 1                               | 0                               | 2                               |
| 10                                     | カナダ                          | 1                               | 0                               | 2                               | 3                               |
| 詳細はインスブルックオリンピックを参照 |                                 |                                 |                                 |                                 |                                 |

- 第3回冬季ユニバーシアード（チェコスロバキア・スピンドリルフムリン・2月11日～17日） - 日本の獲得メダル：金2、銀4、銅0
- 第18回東京オリンピック（10月10日～24日）

| 第18回東京オリンピック       | 第18回東京オリンピック | 第18回東京オリンピック | 第18回東京オリンピック | 第18回東京オリンピック | 第18回東京オリンピック |
| 順位                         | 国・地域名             | 金                     | 銀                     | 銅                     | 計                     |
| ---------------------------- | ---------------------- | ---------------------- | ---------------------- | ---------------------- | ---------------------- |
| 1                            | アメリカ               | 36                     | 26                     | 28                     | 90                     |
| 2                            | ソビエト連邦           | 30                     | 31                     | 35                     | 96                     |
| 3                            | 日本                   | 16                     | 5                      | 8                      | 29                     |
| 4                            | 東西ドイツ統一チーム   | 10                     | 22                     | 18                     | 50                     |
| 5                            | イタリア               | 10                     | 10                     | 7                      | 27                     |
| 6                            | ハンガリー             | 10                     | 7                      | 5                      | 22                     |
| 7                            | ポーランド             | 7                      | 6                      | 10                     | 23                     |
| 8                            | オーストラリア         | 6                      | 2                      | 10                     | 18                     |
| 9                            | チェコスロバキア       | 5                      | 6                      | 3                      | 14                     |
| 10                           | イギリス               | 4                      | 12                     | 2                      | 18                     |
| 詳細は東京オリンピックを参照 |                        |                        |                        |                        |                        |

- 第2回東京パラリンピック（11月8日～14日） - 日本の獲得メダル：金1、銀5、銅3
- 第19回新潟国体（冬季スケート - 神奈川県・1月26日～29日、冬季スキー - 新潟県・2月13日～16日、春季 - 新潟県・6月6日～11日、夏季 - 新潟地震のため中止）
天皇杯順位：優勝 新潟県、第2位 東京都、第3位 大阪府
皇后杯順位：優勝 新潟県、第2位 東京都、第3位 大阪府

## アイスホッケー
- スタンレーカップ決勝（1963-1964シーズン）
トロント・メープルリーフス （4勝3敗） デトロイト・レッドウィングス

## 大相撲
- 一月場所（蔵前国技館・12日～26日）
幕内最高優勝 : 大鵬幸喜（15戦全勝,12回目）
十両優勝 : 若天龍祐三（13勝2敗）
- 三月場所（大阪府立体育館・8日～22日）
幕内最高優勝 : 大鵬幸喜（15戦全勝,13回目）
十両優勝 : 栃王山裕規（12勝3敗）
- 五月場所（蔵前国技館・10日～24日）
幕内最高優勝 : 栃ノ海晃嘉（13勝2敗,2回目）
十両優勝 : 淺瀬川剛也（12勝3敗）
- 七月場所（名古屋市金山体育館・6月21日～7月5日）
幕内最高優勝 : 富士錦猛光（14勝1敗,初）
十両優勝 : 長谷川勝利（13勝2敗）
- 九月場所（蔵前国技館・6日～20日）
幕内最高優勝 : 大鵬幸喜(14勝1敗,14回目）
十両優勝 : 義ノ花將城（12勝3敗）
- 十一月場所（福岡スポーツセンター・8日～22日）
幕内最高優勝 :大鵬幸喜（14勝1敗,15回目）
十両優勝 : 追風山裕邦（13勝2敗）
- 年間最優秀力士賞（年間最多勝):大鵬幸喜（69勝11敗10休）

## 競馬
- シンザンが3冠馬になった。

## ゴルフ

### 世界4大大会（男子）
- マスターズ優勝者：アーノルド・パーマー（アメリカ）
- 全米オープン優勝者：ケン・ベンチュリ（アメリカ）
- 全英オープン優勝者：トニー・レマ（アメリカ）
- 全米プロゴルフ優勝者：ボビー・ニコルズ（アメリカ）

## 自転車競技

### ロードレース
- 第47回ジロ・デ・イタリア
総合優勝：ジャック・アンクティル（フランス）
- 第51回ツール・ド・フランス
総合優勝：ジャック・アンクティル（フランス）
- アンクティルが、ツール・ド・フランス史上初となる4連覇と5勝を果たし、ファウスト・コッピ以来のダブルツールをも達成する。

## テニス

### グランドスラム
- 全豪選手権　男子単優勝：ロイ・エマーソン（オーストラリア）、女子単優勝：マーガレット・スミス（オーストラリア）
- 全仏選手権　男子単優勝：マニュエル・サンタナ（スペイン）、女子単優勝：マーガレット・スミス（オーストラリア）
- ウィンブルドン　男子単優勝：ロイ・エマーソン（オーストラリア）、女子単優勝：マリア・ブエノ（ブラジル）
- 全米選手権　男子単優勝：ロイ・エマーソン（オーストラリア）、女子単優勝：マリア・ブエノ（ブラジル）

## バスケットボール
- NBAファイナル（1963-1964）
ボストン・セルティックス（東） （4勝1敗） サンフランシスコ・ウォリアーズ（西）

## ボクシング
- カシアス・クレイがソニー・リストンをTKOでくだし、世界ヘビー級王者についた。

## ラグビー
- 第1回日本ラグビーフットボール選手権大会決勝
同志社大学 18-3 近畿日本鉄道

## 誕生
- 1月1日 - 増田明美（千葉県、マラソン）
- 1月25日 - レパード玉熊（青森県、ボクシング）
- 1月31日 - 中嶋千尋（東京都、ゴルフ)
- 2月16日 - ワレンティナ・エゴロワ（ロシア、マラソン）
- 3月12日 - 陣内貴美子（熊本県、バドミントン）
- 3月18日 - ボニー・ブレア（アメリカ、スピードスケート）
- 3月24日 - 石原辰義（佐賀県、スピードスケート)
- 4月3日 - ビャルヌ・リース（デンマーク、自転車競技）
- 4月13日 - デービス・ラブ3世（アメリカ、ゴルフ）
- 4月24日 - 梅嵜英毅（福岡県、バスケットボール)
- 5月19日 - ミロスラフ・メチージュ（チェコスロバキア、テニス）
- 6月11日 - ジャン・アレジ（フランス、レーシングドライバー）
- 6月17日 - ミハイル・グロス（ドイツ、水泳）
- 6月19日 - ケビン・シュワンツ（アメリカ、オートバイレーサー）
- 6月26日 - トミ・マキネン（フィンランド、ラリードライバー）
- 6月26日 - ジェイミー・エグルトン（カナダ、フィギュアスケート)
- 7月9日 - ジャンルカ・ヴィアッリ（イタリア、サッカー)
- 7月16日 - ミゲル・インドゥライン（スペイン、自転車競技）
- 7月25日 - 植田辰哉（香川県、バレーボール）
- 8月3日 - ネイト・マクミラン（アメリカ、バスケットボール）
- 8月7日 - 木村厚子（埼玉県、競艇、+2003年）
- 8月20日 - 山下佐知子（大阪府、マラソン）
- 8月22日 - マッツ・ビランデル（スウェーデン、テニス）
- 8月28日 - リー・ジャンセン（アメリカ、ゴルフ）
- 9月7日 - アンディ・フグ（スイス、格闘家、+2000年）
- 9月13日 -池上裕次（埼玉県、競艇)
- 9月22日 - 俵信之（北海道、競輪）
- 9月22日 - ヴラディミル・ヴァイス（スロバキア、サッカー)
- 9月25日 - 東出剛（千葉県、競輪、+2004年）
- 9月30日 - 小山ちれ（中国→日本、卓球）
- 10月5日 - 橋本聖子（北海道、スピードスケート）
- 10月16日 - アベベ・メコネン（エチオピア、マラソン）
- 10月18日 - 井上悦子（東京都、テニス）
- 10月27日 - メアリー・マーハー（アメリカ、水泳）
- 11月3日 - 神取忍（神奈川県、プロレス）
- 11月17日 - クシシュトフ・ヴァジハ（ポーランド、サッカー)
- 12月8日 - 長与千種（長崎県、プロレス）
- 12月18日 - 東海辰弥（富山県、アメリカンフットボール）
- 12月23日 - 越和宏（長野県、スケルトン）
- 12月26日 - 岡川恵美子（東京都、テニス）
- 12月28日 - 山口香（東京都、柔道）
- 12月31日 - 秋山エリカ（福岡県、新体操）

## 死去
- 1月19日 - フィルマン・ランボー（ベルギー、自転車競技、*1886年）
- 2月13日 - パトリック・ライアン（アメリカ、陸上競技、*1887年）
- 6月6日 - アルビナ・オシポウィッチ（アメリカ、水泳、*1911年）
- 6月23日 - 市岡忠男（長野県、野球、*1891年）
- 11月28日 - ビル・ペルヘレ（フィンランド、陸上競技、*1897年）
- 12月21日 - アルガーノン・キングスコート（イギリス、テニス、*1888年）